# Płock

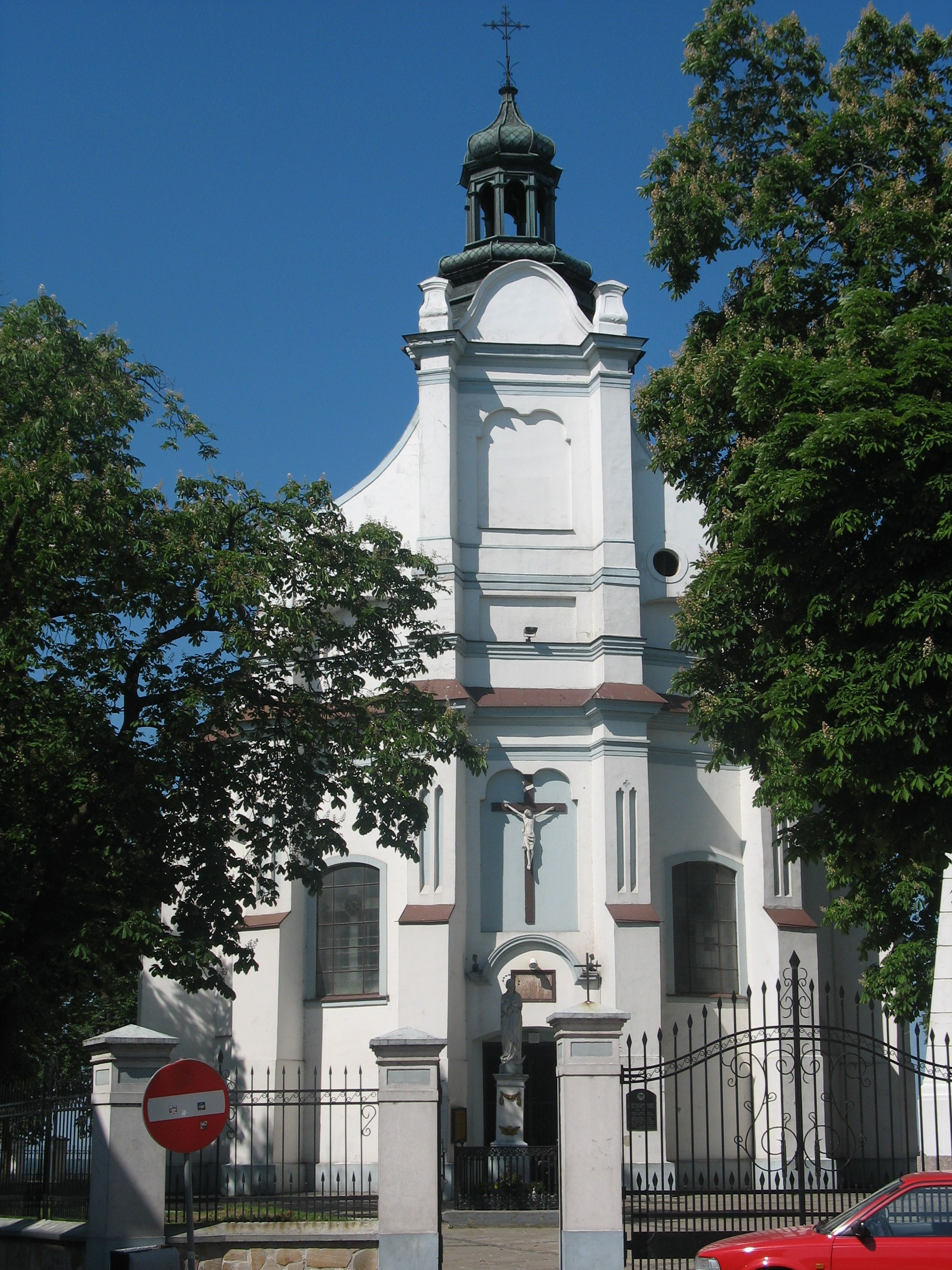
Giáo đường St. Bartholomew.

Płock là một thành phố Ba Lan. Thành phố này thuộc tỉnh Masovia. Thành phố có diện tích 88,06 km2, dân số 126.675 người.